# Isatis glauca
Isatis glauca är en korsblommig växtart som beskrevs av Pierre Martin Remi Aucher-Eloy och Pierre Edmond Boissier. Isatis glauca ingår i släktet vejdar, och familjen korsblommiga växter.

## Underarter
Arten delas in i följande underarter:
- I. g. exauriculata
- I. g. glauca
- I. g. iconia

## Bildgalleri

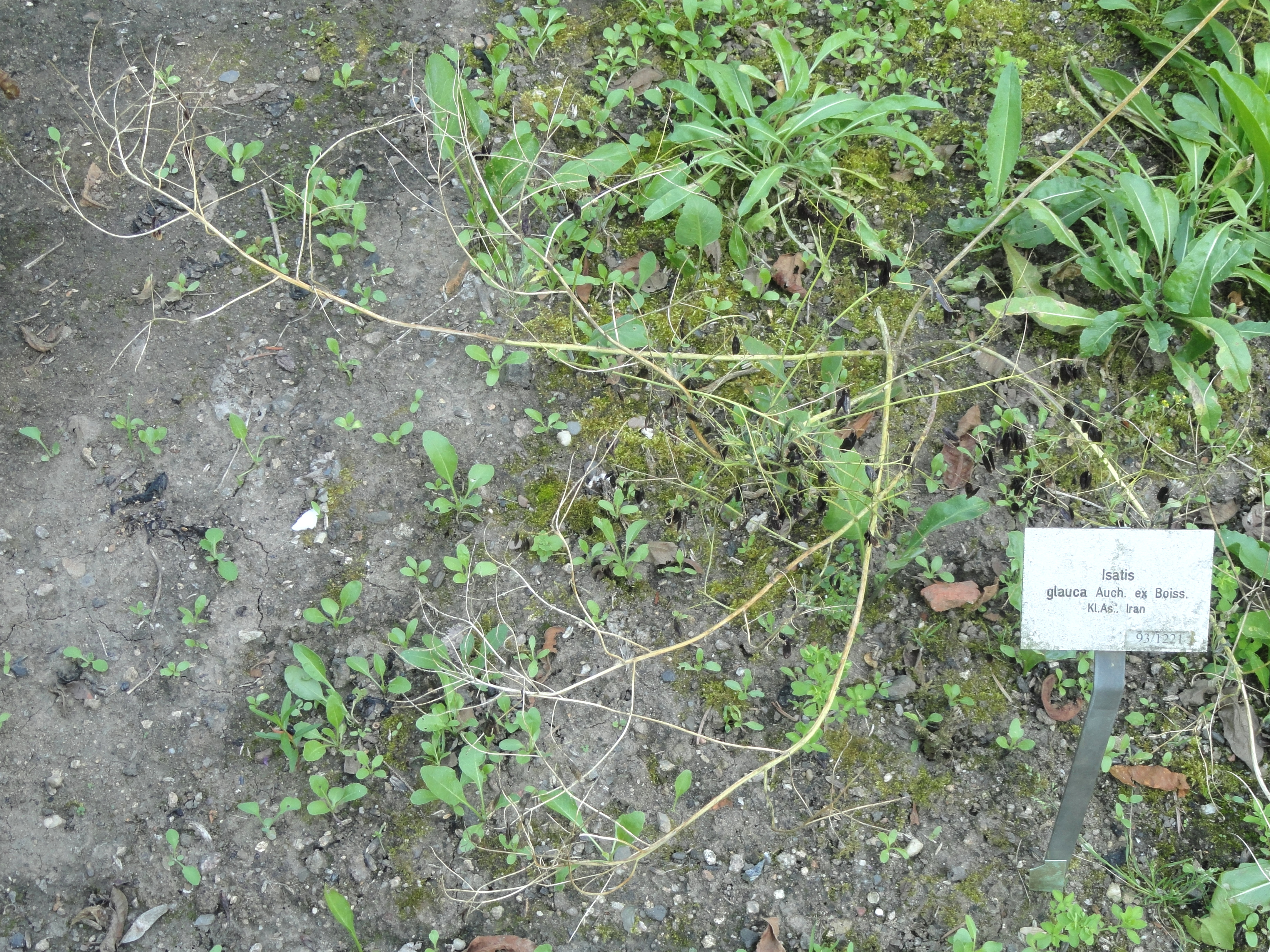